# Wacław Bitner

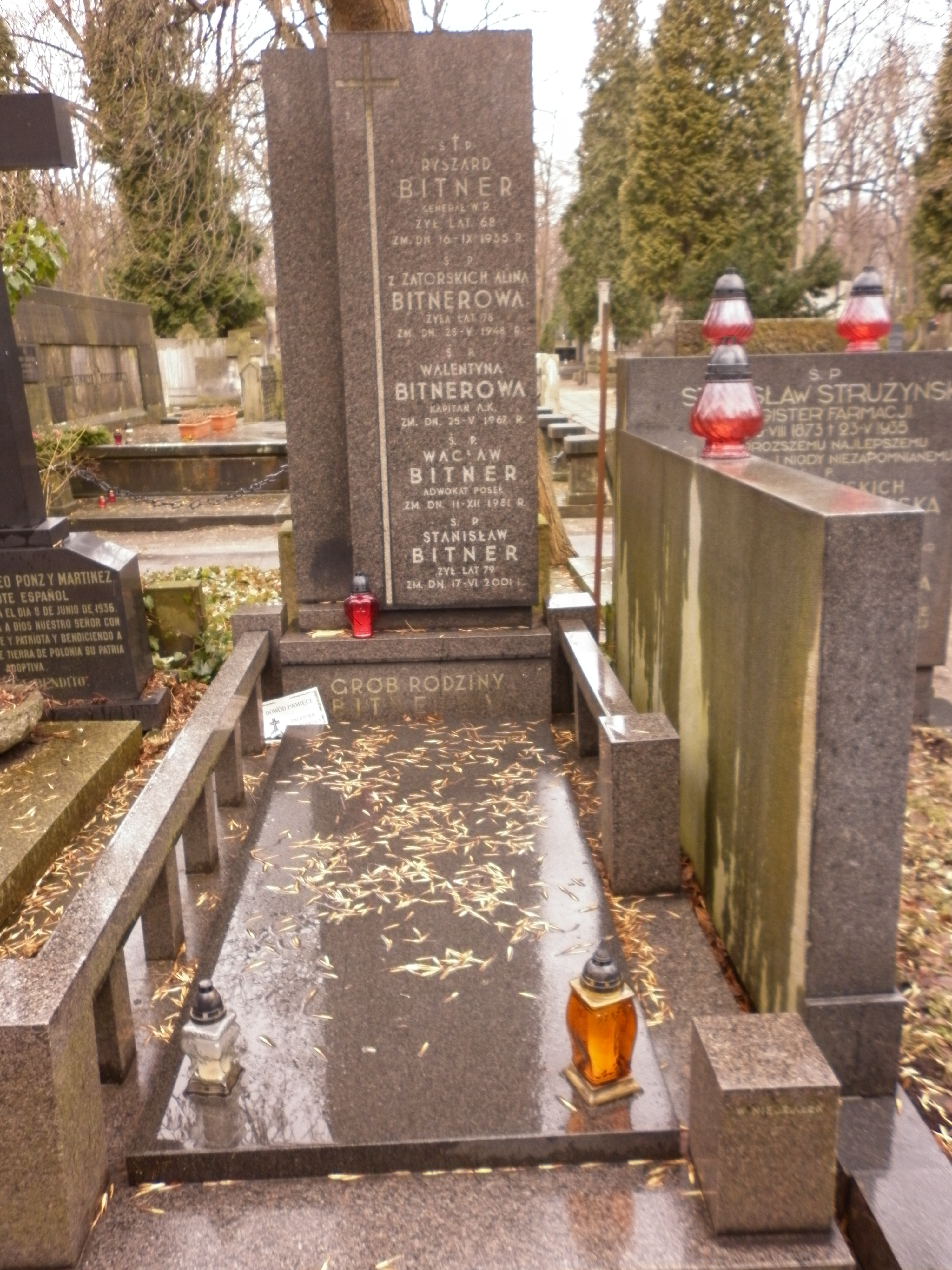
Grobowiec rodziny Bitnerów na cmentarzu Powązkowskim w Warszawie

Wacław Bitner (ur. 19 lutego 1893 w Wilnie, zm. 11 grudnia 1981 w Ełku) – polski polityk, adwokat, poseł na Sejm II RP I, II i III kadencji.

## Życiorys
Syn Ryszarda Bitnera, generała brygady, oraz Aliny z Zatorskich. Ukończył II Gimnazjum w Wilnie. Jako jego uczeń należał do Związku Filaretów oraz Zjednoczenia Młodzieży Polskiej „Wyzwolenie”. W latach 1913–1918 studiował prawo na uniwersytetach w Kijowie i Sankt-Petersburgu. Pełnił funkcje prezesa Ogólnoakademickiego Związku Studentów Polskich w Rosji oraz członka zarządu Koła Artystycznego przy Towarzystwie Popierania Polskiego Teatru Ludowego w Petersburgu. Należał do organizatorów polskiego harcerstwa w Petersburgu. W 1917 był głównym pełnomocnikiem w Biurze Pomocy Jeńcom Polskim Polskiego Komitetu Obywatelskiego. Od 1918 prowadził kancelarię adwokacką w Warszawie. W 1920 służył w Wojsku Polskim jako ochotnik w stopniu podporucznika (w Wydziale II Sztabu Dowództwa Okręgu Generalnego Kraków oraz Oddziale II Sztabu Generalnego WP). Od 1920 zasiadał w Radzie Naczelnej i Zarządzie Głównym Chrześcijańsko-Narodowego Stronnictwa Pracy. Od 1924 był jego wiceprezesem. Współtworzył program tego ugrupowania. Od grudnia 1931 do 1935 był prezesem Zarządu Wojewódzkiego (od 1933 Okręgowego) PSChD w Białymstoku. W Sejmie RP I kadencji reprezentował okręg wyborczy nr 12 (Błonie), w II kadencji – okręg nr 1 (Warszawa), III kadencji – okręg nr 5 (Białystok). W Sejmie I i III kadencji był wiceprezesem Klubu Parlamentarnego Chrześcijańskiej Demokracji. Jako poseł m.in. referował kilkakrotnie budżet Ministerstwa Pracy i Opieki Społecznej, brał udział w przygotowywaniu ustaw o reformie rolnej, czasie pracy, ochronie lokatorów oraz zmianie konstytucji (1928). Ostrzegał z trybuny sejmowej przed zagrożeniem dla Polski ze strony Niemiec, np. w przemówieniu Hitler ante portas w 1935.
W latach 1922–1937 wykładał na kursach chrześcijańsko-społecznych dla robotników. Pracował jako radca prawny chrześcijańskich związków zawodowych oraz Administracji Gospodarstwa Rolnego i Leśnego Zarządu m.st. Warszawy „Agril”. Reprezentował PSChD na arenie międzynarodowej (Zjazd Działaczy Chrześcijańskich Europy w 1925). Był członkiem komisji Centrolewu zajmującej się projektem zmian ustroju państwowego. W 1931 na wniosek PPS wziął udział jako świadek w procesie brzeskim. W tym samym roku doprowadził do odrzucenia rezolucji zjazdu działaczy chadeckich domagającej się zmiany zachodnich granic Polski na korzyść Niemiec. W 1934 współtworzył powstałe w wyniku rozłamu w PSChD Chrześcijańskie Stronnictwo Ludowe oraz Chrześcijański Klub Ludowy w parlamencie. Po wybuchu II wojny światowej wyjechał do Francji, gdzie służył jako doradca prawny gen. Władysława Sikorskiego oraz organizował pomoc dla żołnierzy polskich przy Konsulacie RP w Tuluzie. Zastępując konsula, w porozumieniu z generałem Louisem Faury’m przygotował ewakuacje ponad 2000 żołnierzy na Wyspy Brytyjskie. Od listopada 1940 do 1941 przebywał w Wielkiej Brytanii. Następnie kierował zorganizowaną przez siebie Polską Katolicką Agencją Prasową w Nowym Jorku. Wrócił do Polski w styczniu 1946. Zabiegał o pomoc materialną w USA jako wiceprzewodniczący Obywatelskiej Ligi Odbudowy Warszawy. Mimo gwarancji uzyskania pożyczki w wysokości 100 mln dolarów amerykańskich (w tym 25 mln dolarów bezzwrotnie), władze PRL odrzuciły tę ofertę.
Ponownie pracował jako adwokat (był członkiem Zespołu Adwokackiego nr 8). W grudniu 1951 został skreślony z listy adwokatów Wojewódzkiej Izby Adwokackiej w Warszawie. Orzeczenie zostało uchylone w kwietniu 1953 po odwołaniu do Wyższej Komisji Weryfikacyjnej przy ministrze sprawiedliwości. Prowadził m.in. sprawę rehabilitacji biskupa kieleckiego Czesława Kaczmarka. W 1957 na forum Rady Adwokackiej w Warszawie zabiegał o tymczasowe zawieszenia w czynnościach zawodowych obrońcy z urzędu w procesach politycznych przed sądami wojskowymi okresu stalinowskiego Mieczysława Maślanki. Ze względu na działalność w nieformalnej grupie warszawskich prawników-katolików (organizacja pielgrzymek, dni skupienia) znajdował się pod obserwacją Wydziału I Departamentu III MSW. W 1972 przeszedł na emeryturę.
Ze związku z żoną Walentyną z domu Moksiewicz miał dzieci: Joannę Lisowską, Stanisława Bitnera oraz Krzysztofa Bitnera.
Spoczywa na cmentarzu Powązkowskim w Warszawie (kwatera 229 przed, rząd 2, grób 2).

## Publikacje
- Materiały do bilansu handlowego Litwy i Kurlandii (Piotrogród 1918)
- Pewniki prawa. Studium o koniecznych zasadach prawa i państwa (Warszawa 1932 [1931])
- Dramat Drugiej Rzeczypospolitej (wspomnienia, fragmenty opublikowane w „Ładzie” w 1983)
- Wspólnota ludzkości (nieopublikowane)
- Początek i koniec Rządu Emigracyjnego (nieopublikowane)